# Белозеровский сельсовет
Белозеровский сельсовет — муниципальное образование (сельское поселение) в составе Дальнеконстантиновского района Нижегородской области.
Административный центр — село Белозерово.

## История
Статус и границы сельского поселения установлены Законом Нижегородской области от 15 июня 2004 года № 60-З «О наделении муниципальных образований — городов, рабочих посёлков и сельсоветов Нижегородской области статусом городского, сельского поселения».
С 1 октября 2009 года в связи с принятием Закона Нижегородской области № 201-З «О преобразовании отдельных административно-территориальных образований Нижегородской области» и упразднением Таможниковского сельсовета в состав Белозеровского сельсовета вошли сёла Вармалей, Помра, Таможниково, а также деревни Устама и Чанниково.

## Население
| 2002  | 2010  | 2012  | 2013  | 2014  | 2015  | 2016  |
| ----- | ----- | ----- | ----- | ----- | ----- | ----- |
| 1616  | ↘1128 | ↘1123 | ↘1104 | ↗1125 | ↘1053 | ↘1021 |
| 2017  | 2018  | 2019  | 2020  | 2021  |       |       |
| ↘1006 | ↘980  | ↘958  | ↘938  | ↘918  |       |       |

## Состав сельского поселения
| №  | Населённый пункт | Тип населённого пункта       | Население |
| -- | ---------------- | ---------------------------- | --------- |
| 1  | Белая            | деревня                      | ↘36       |
| 2  | Белозерово       | село, административный центр | ↘377      |
| 3  | Берсеменово      | село                         | ↘162      |
| 4  | Вармалей         | село                         | ↘41       |
| 5  | Городищи         | деревня                      | ↘2        |
| 6  | Мухоедово        | село                         | ↘60       |
| 7  | Помра            | село                         | ↘284      |
| 8  | Таможниково      | село                         | ↘105      |
| 9  | Устама           | деревня                      | ↘17       |
| 10 | Чанниково        | деревня                      | ↘14       |
| 11 | Ямные Березники  | деревня                      | ↘30       |